# Суйты
Су́йты (латыш. suiti) — этнографическая группа латышей, проживающая в западной части Курземе. В отличие от остальных местных жителей, в основном исповедующих лютеранство, суйты в основном исповедуют католицизм.

## История
Согласно легенде, в 1623 году Йохан Ульрих фон Шверин, владелец Алсунги, женился на аристократке Барбаре Конарской из Вильнюса. Перед свадьбой жених перешёл в католичество, а следом за ним религию сменили и подданные, образовав католический островок в лютеранской Курляндии. Своим крестьянам граф Шверин наказал одеваться в варшавском стиле. С течением времени название одежды — свита — и стало названием народности.
На этом островке сохранились некоторые вещи, которых в других местах Латвии больше нет. Например, самая древняя латышская еда (кровяная колбаса и блинчики) или уникальные костюмы суйтов.

## Современность
В 2001 году был основан Центр этнической культуры «Суйты», в задачи которого входит популяризация, восстановление и защита культурного наследия суйтов.
В 2009 году суйтов включили в список нематериальных ценностей ЮНЕСКО. Сейчас суйтов насчитывается около двух тысяч человек.
Осенью 2008 года, при подготовке к латвийской административно-территориальной реформе 2009 года, суйты потребовали сформировать самостоятельный Алсунгский край, выделив исторические земли суйтов из состава Кулдигского края. Поскольку создание Алсунгского края не было предусмотрено первоначальным проектом реформы, суйты пригрозили провести 6 июня 2009 года выборы собственных органов власти и на сутки провозгласить свою независимость от Латвии в том случае, если их требование не будет учтено.